# Wyssun
Der Wyssun (ukrainisch Висунь, russisch Wissun) ist ein 195 km langer, rechter Nebenfluss des Inhulez im Süden der Ukraine.
Der Fluss mit einem Einzugsgebiet von 2670 km² entspringt im Dneprhochland in der Nähe des Dorfes Wyschnewe, (ukrainisch Вишневе) im Rajon Dolynska in der Oblast Kirowohrad und mündet nordöstlich des Dorfes Pawlo-Marjaniwka (ukrainisch Павло-Мар'янівка) 12 km oberhalb der Stadt Snihuriwka in der Oblast Mykolajiw in den Inhulez.
Der einzige größere Nebenfluss ist der 48 km lange Werbowa (ukrainisch Вербова), der ein Einzugsgebiet von 457 km² besitzt.
Am Ufer des Wyssun liegen zwei größere Ortschaften. Die Siedlungen städtischen Typs Kasanka und Beresnehuwate.